# Игнатиха (Вологодская область)
Игнатиха — деревня в Усть-Кубинском районе Вологодской области.
Входит в состав Заднесельского сельского поселения (с 1 января 2006 года по 9 апреля 2009 года входила в Томашское сельское поселение), с точки зрения административно-территориального деления — в Томашский сельсовет.
Расстояние до районного центра Устья по автодороге — 34 км, до центра муниципального образования Заднего по прямой — 11 км. Ближайшие населённые пункты — Курьяниха, Королиха, Помазиха, Лысухино.

## Население
| 2010 |
| ---- |
| 0    |

По переписи 2002 года население — 1 человек.